# Saint Paris (Ohio)
Le village de Saint Paris est situé dans le comté de Champaign, dans l’État de l’Ohio, aux États-Unis. 

## Population
Sa population s’élevait à 2 089 habitants lors du recensement de 2010, estimée à 2 003 habitants en 2018.

## Histoire
Le lieu était occupé par les Amérindiens avant l’arrivée des premiers Européens en 1797. La localité a été fondée en 1831 par David Huffman, qui l’a d’abord nommée New Paris, d’après Paris, la capitale de la France. Apprenant qu’une autre ville de l’État portait déjà ce nom, il rebaptisa la localité Saint Paris . 
Saint Paris a été incorporée en tant que village en 1858 .
Une des maisons du village, la Monitor House, a été classée monument historique .

## Source
- (en) Cet article est partiellement ou en totalité issu de l’article de Wikipédia en anglais intitulé « St. Paris, Ohio » (voir la liste des auteurs).

1. ↑  The History of Champaign County, Ohio, W.H. Beers & Company, 1881, 451 p. (lire en ligne)
2. ↑  Middleton, Evan P., History of Champaign County, Ohio: Its People, Industries and Institutions, Volume 1, B.F. Bowen, 1917, 936 p. (lire en ligne)
3. ↑  (en) « National Register Information System », sur le site du National Park Service, National Register of Historic Places, 13 mars 2009
4. ↑  (en) « Population and Housing Unit Estimates » (consulté le 4 juillet 2019)
5. ↑  (en) « Census of Population and Housing », Census.gov (consulté le 4 juin 2015)